# Doodgraag leven
Doodgraag leven was een Vlaams televisieprogramma op Eén, gepresenteerd door Kobe Ilsen. Daarin volgde hij gedurende een jaar (2007) vijf ongeneeslijk zieke mensen, die door kanker niet lang meer te leven hadden. Hij bracht verslag uit over hun dagelijks leven, de voorbereiding op de dood en de begrafenis en over het afscheid van dierbare familieleden en vrienden.
Op 27 december 2010 overleed de laatste deelnemer aan het programma.

## Geïnterviewden
De vijf geïnterviewde personen leden allemaal aan een ongeneeslijke vorm van kanker:
- Kim (23 jaar) had nasofarynxcarcinoom, een zeldzame vorm van kanker met uitzaaiingen rond de longen (overleden op 7 oktober 2010)
- Maria (28 jaar) had halskanker (overleden op 27 december 2010)
- Martine (40 jaar) had borstkanker met uitzaaiingen naar de lever (overleden op 4 november 2008)
- Patrick (46 jaar) had darmkanker (overleden op 3 april 2009)
- Natacha (40 jaar) had borstkanker (overleden op 21 juli 2010)

## Titel
Het programma is een Vlaamse versie van het Nederlandse programma Over Mijn Lijk. De serie heette aanvankelijk dan ook Over Mijn Lijk, maar de VRT vond die titel te choquerend en niet gepast voor het programma. De naam werd veranderd naar Doodgraag leven. De woordvoerder van de VRT, Björn Verdoodt argumenteerde: "We hebben veel respect voor de Nederlandse aanpak, maar de titel is zeer confronterend. De kans is zeer groot dat wij het programma anders noemen. We beseffen tevens dat het geen gemakkelijk onderwerp is. Daarom zullen we dit heel voorzichtig en respectvol aanpakken. We nemen er onze tijd voor."